# Station Angreau
Het station van Angreau is een voormalige spoorweghalte nabij de Henegouwse plaats Angreau, deelgemeente van Honnelles. De halte was gelegen ten oosten van het dorp, op het grondgebied van Angre, tussen het station Angre en het station Roisin-Autreppe op de in 1960 gesloten spoorlijn 98A.

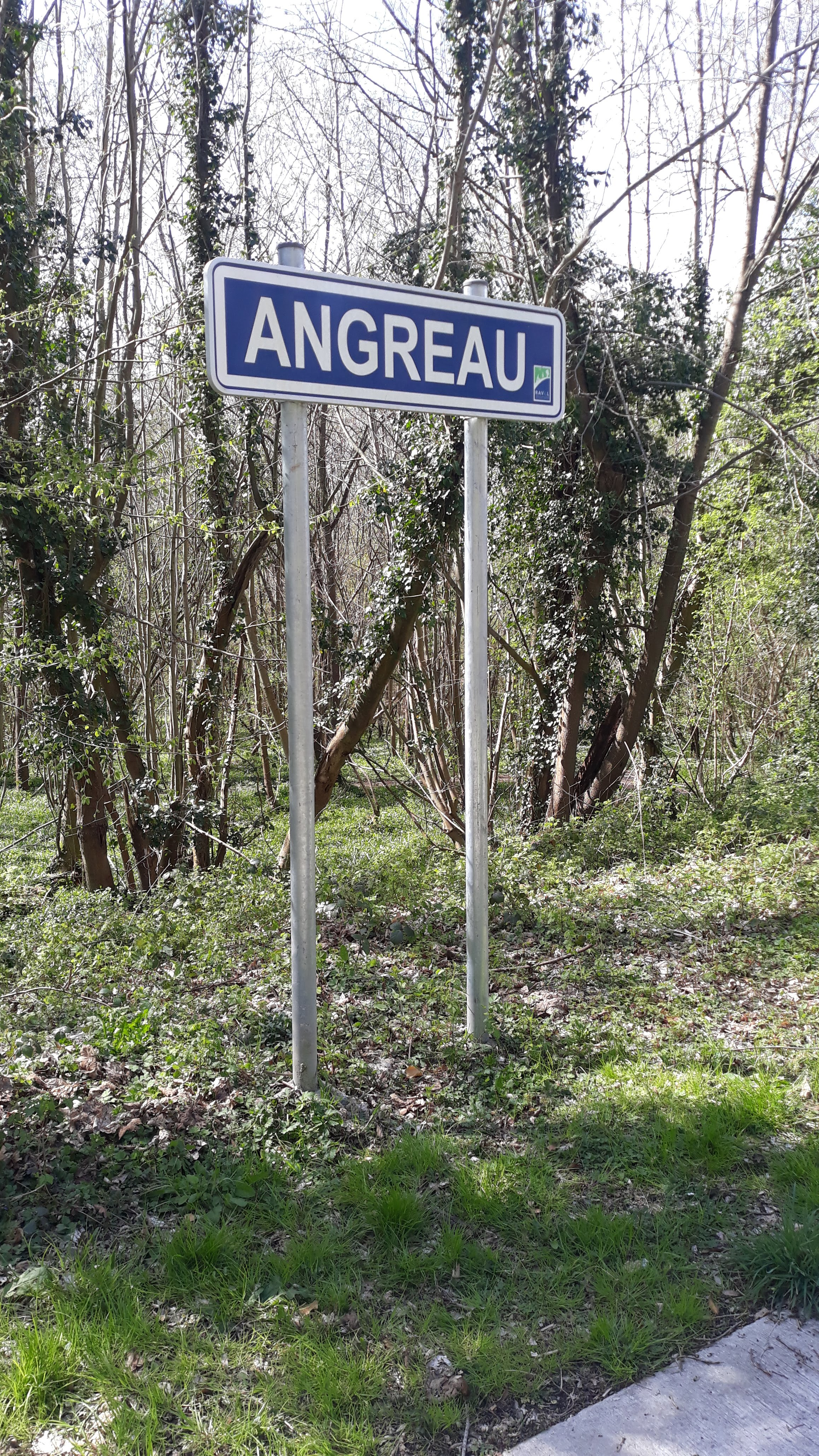
Stationsbord van Angreau ter hoogte van de voormalige halte

De halte aan de enkelsporige lijn bestond uit niet veel meer dan een laag perron. Volgens de zomerdienstregeling 1955 van de NMBS stopte er dagelijks in Angreau ook maar één trein per richting.
Op het traject van de spoorlijn is van Dour tot net voorbij Angreau een RAVeL aangelegd. Een klein stukje van het perron van Angreau werd gereconstrueerd en er werd een bord geplaatst met de aanduiding van de haltenaam. Op het perron staat een informatiebord waaruit blijkt dat de halte vooral op zon- en feestdagen gebruikt werd door klanten van de cafés en andere gelegenheden die zich bevonden aan het lager gelegen riviertje Grande Honnelle.
Tussen 1899 en 1914 was de gekende dichter Emile Verhaeren een frequente gebruiker van de halte Angreau. Hij verbleef jaarlijks enkele maanden in het nabijgelegen Caillou-qui-Bique, in Roisin. Daar bevindt zich nu het Musée Emile Verhaeren.
0,0: Dour ·
2,1: Wiheries ·
4,4: La Cambuse ·
5,2: Audregnies ·
6,8: Angre ·
8,5: Angreau ·
10,4: Roisin-Autreppe